# Zagrađe (Bar)
Pour les articles homonymes, voir Zagrađe.
Zagrađe (en serbe cyrillique : Заграђе) est un village du sud du Monténégro, dans la municipalité de Bar.

## Démographie

### Évolution historique de la population
| 1948 | 1953 | 1961 | 1971 | 1981 | 1991 | 2003 |
| ---- | ---- | ---- | ---- | ---- | ---- | ---- |
| 58   | 44   | 43   | 38   | 23   | 105  | 192  |